# Mauro Valentini (calciatore 1964)
Mauro Valentini (Viterbo, 4 gennaio 1964) è un allenatore di calcio ed ex calciatore italiano, di ruolo difensore.

## Carriera

### Giocatore
Difensore utilizzato sia come marcatore che come esterno, cresce calcisticamente nel Cagliari, con il quale disputa 8 stagioni, l'ultima delle quali in Serie A. Passa quindi all'Atalanta, dove resta per 5 stagioni, segnando anche il gol decisivo per la promozione della propria squadra contro la Salernitana in uno scontro diretto all'ultima giornata.
Dopo il passaggio alla Lucchese, in serie B, conclude la carriera alla Viterbese, società della sua città.

### Allenatore
Cessato di giocare, intraprende la carriera di allenatore nelle formazioni della provincia della Tuscia, fra cui il Pianoscarano, il Corchiano, il Canepina, ed il Virtus Bolsena, guidato fino a Giugno 2015 , nel 2016 è alla guida degli allievi della Viterbese, nel 2017 è responsabile delle giovanili dell'Orvieto, dal 2018 allena nuovamente le giovanili della Viterbese

## Palmarès

### Giocatore
- Campionato italiano Serie C: 1

Cagliari: 1988-1989 (girone B)
- Coppa Italia Serie C: 1

Cagliari: 1988-1989
- Campionato italiano Serie C2: 1

Viterbese: 1998-1999 (girone B)